# Ocean's Eleven
Ocean's Eleven är en amerikansk film från 2001 av Steven Soderbergh med George Clooney, Brad Pitt, Matt Damon, Andy García och Julia Roberts med flera.
Filmen är en nyinspelning av Storslam i Las Vegas från 1960. 2001 års version har dock även fått två uppföljare i Ocean's Twelve från 2004 och Ocean's Thirteen från 2007.

## Handling
Danny Ocean (Clooney) kommer ut ur fängelset med en plan. Planen går ut på att råna Las Vegas tre mest inkomstbringande kasinon, Bellagio, MGM Grand och The Mirage - som alla ägs av Terry Benedict (García) - på en och samma kväll. Danny samlar ihop en elva man stark liga, var och en med sina specialiteter, och börjar den minutiösa planeringen för att bryta sig in i det underjordiska, högteknologiska valvet, som denna kväll enligt beräkningarna ska innehålla minst 160 miljoner dollar.

## Rollista
- George Clooney – Daniel "Danny" Ocean
- Brad Pitt – Robert "Rusty" Ryan
- Matt Damon – Linus Caldwell
- Andy García – Terry Benedict
- Julia Roberts – Tess Ocean
- Don Cheadle – Basher Tarr
- Bernie Mac – Frank Catton
- Casey Affleck – Virgil Malloy
- Scott Caan – Turk Malloy
- Carl Reiner – Saul Bloom
- Elliott Gould – Reuben Tishkoff
- Eddie Jemison – Livingston Dell
- Shaobo Qin – Yen